# 587
587 (DLXXXVII) fue un año común comenzado en miércoles del calendario juliano, en vigor en aquella fecha.

## Acontecimientos
- 13 de enero: Recaredo, sucesor de Leovigildo, rey visigodo hispánico, declara su adhesión y la de su familia a la fe católica, abandonando el arrianismo.[1]
- Sunna conspira contra Recaredo.[2]

## Nacimientos
- Teoderico II, rey franco.

## Fallecimientos
- Varaja Mijira (n. 505) astrónomo, matemático y astrólogo indio.